# Campionato mondiale costruttori 1925

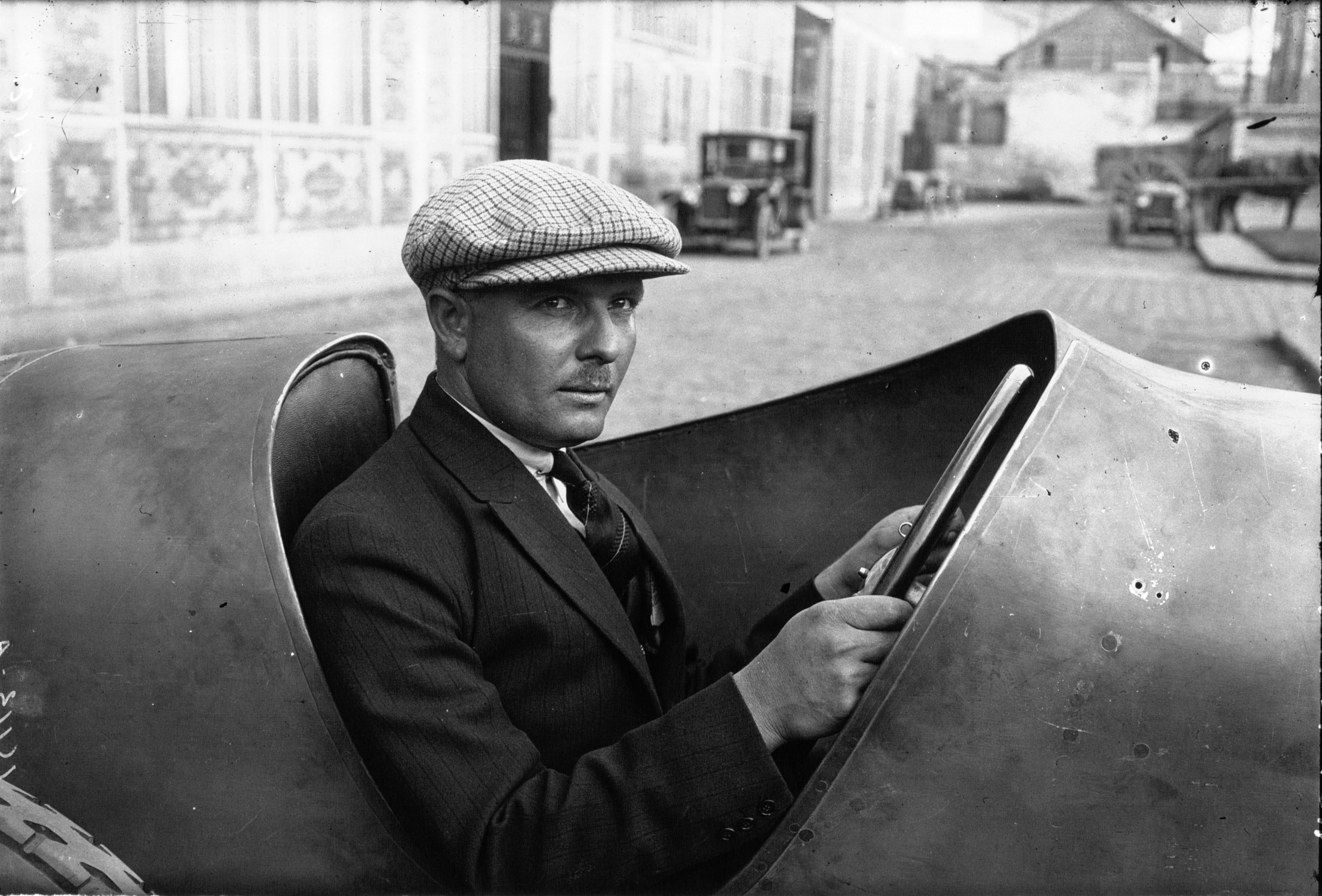
Albert Divo al Gran Premio di Francia 1924.

La stagione 1925 del Campionato mondiale costruttori è stata la prima stagione del campionato ideato dall'AIACR. Il campionato è stato vinto dall'Alfa Romeo con la Alfa Romeo P2.

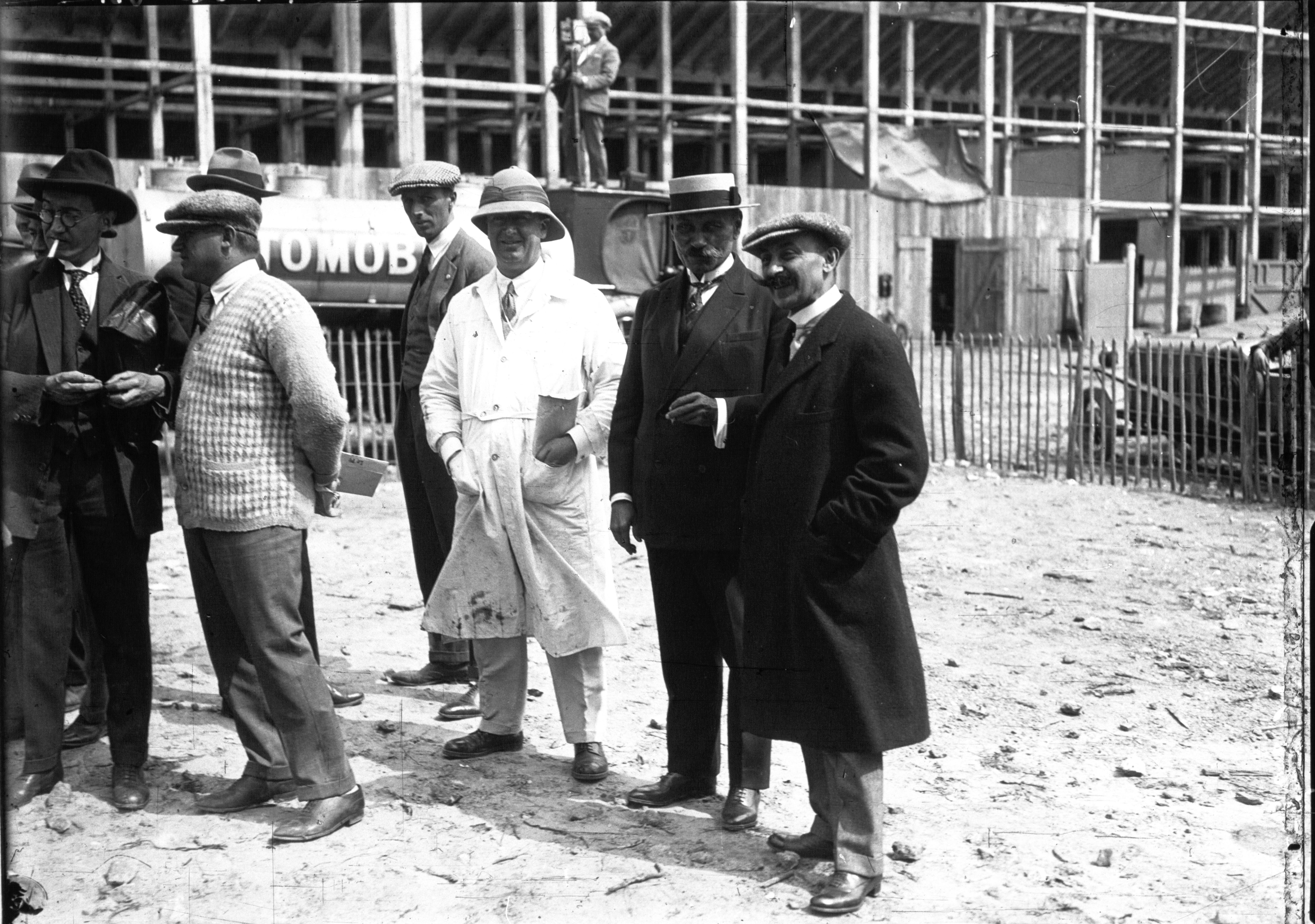
Ettore Bugatti al Gran Premio di Francia. 1925

## Risultati
| Data        | Gran Premio                                 | Circuito          | Pilota vincitore           | Costruttore vincitore | Resoconto |
| ----------- | ------------------------------------------- | ----------------- | -------------------------- | --------------------- | --------- |
| 30 maggio   | 500 Miglia di Indianapolis                  | Indianapolis      | Pete DePaolo Norman Batten | Duesenberg            | Resoconto |
| 28 giugno   | Gran Premio del Belgio Gran Premio d'Europa | Spa-Francorchamps | Antonio Ascari             | Alfa Romeo            | Resoconto |
| 26 luglio   | Gran Premio di Francia                      | Montlhéry         | Robert Benoist Albert Divo | Delage                | Resoconto |
| 6 settembre | Gran Premio d'Italia                        | Monza             | Gastone Brilli-Peri        | Alfa Romeo            | Resoconto |

La 500 Miglia di Indianapolis era valida anche per il campionato americano AAA.

La stagione comprendeva anche altri Gran Premi, non valevoli per il campionato costruttori.

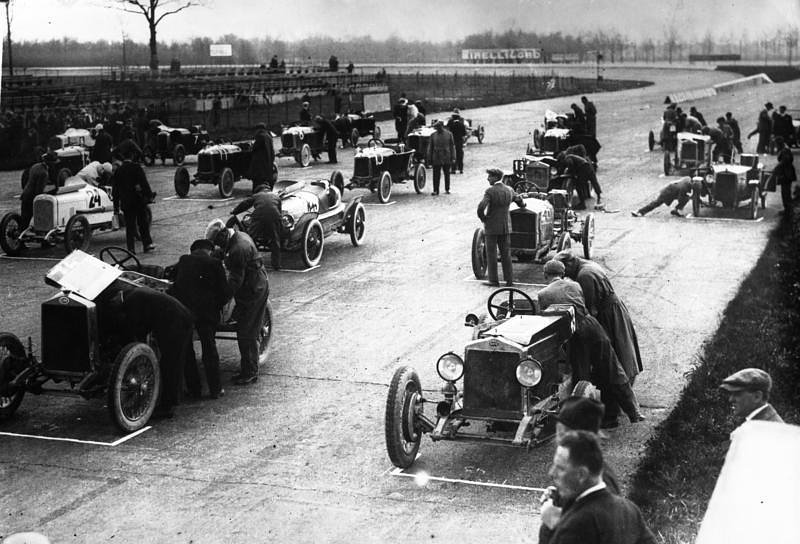
Linea di partenza del Gran Premio d'Italia 1925.

## Classifica campionato

### Sistema di punteggio
| Posizione | 1ª | 2ª | 3ª | dalla 4ª | Rit | NP |
| Punti     | 1  | 2  | 3  | 4        | 5   | 6  |

Per guadagnare punti validi per il campionato, i costruttori dovevano prendere parte al Gran Premio d'Italia e al Gran Premio del loro Paese. Un risultato (indicato in nero in tabella) doveva essere eliminato.
 Il titolo era assegnato al costruttore con meno punti

### Classifica finale
| Pos | Costruttore      | 500 | BEL | FRA | ITA | Punti |
| --- | ---------------- | --- | --- | --- | --- | ----- |
| 1   | Alfa Romeo       |     | 1   | Rit | 1   | 7     |
| 2   | Duesenberg       | 1   |     |     | 4   | 11    |
| —   | Delage           |     | Ret | 1   |     | 12    |
| 3   | Bugatti          |     |     | 4   | 3   | 13    |
| —   | Junior Eight     | 2   |     |     |     | 14    |
| —   | Sunbeam          |     |     | 3   |     | 15    |
| —   | Miller           | 4   |     |     |     | 16    |
| —   | Fiat             | 10  |     |     |     | 16    |
| —   | R. J. Special    | Rit |     |     |     | 17    |
| —   | Skelly Special   | Rit |     |     |     | 17    |
| 4   | Diatto           |     |     |     | Rit | 17    |
| 5   | Chiribiri        |     |     |     | Rit | 17    |
| —   | Guyot Special    |     |     |     | Rit | 17    |
| 6   | Eldridge Special |     |     |     | Rit | 17    |
| Pos | Costruttore      | 500 | BEL | FRA | ITA | Punti |